# باش زیزید
باش زیزید (به لاتین: Baş Zəyzid) یک منطقه مسکونی در جمهوری آذربایجان است که در شهرستان شکی واقع شده است. باش زیزید ۴۴۳۳ نفر جمعیت دارد.